# 张淑琴 (1968年)
张淑琴（1968年—），汉族，江苏邳州人，中华人民共和国政治人物、第十二届全国人民代表大会山东地区代表。
毕业于曲阜师范大学汉语言文学专业。加入中国共产党。担任山东省临沂市第一实验小学副校长。2008年起担任全国人大代表。2013年，担任全国人大代表。2018年2月24日，当选为第十三届全国人大代表。